# Blooming Valley
Blooming Valley es un borough ubicado en el condado de Crawford en el estado estadounidense de Pensilvania. En el año 2000 tenía una población de 378 habitantes y una densidad poblacional de 75 personas por km².

## Geografía
Blooming Valley se encuentra ubicado en las coordenadas 41°40′49″N 80°2′32″O / 41.68028, -80.04222.

## Demografía
Según la Oficina del Censo en 2000 los ingresos medios por hogar en la localidad eran de $46,944 y los ingresos medios por familia eran $48,750. Los hombres tenían unos ingresos medios de $40,139 frente a los $21,458 para las mujeres. La renta per cápita para la localidad era de $17,334. Alrededor del 3.1% de la población estaba por debajo del umbral de pobreza.